# Lago Chesuncook
El lago Chesuncook es un lago de Estados Unidos, situado en el estado de Maine.

## Geografía
El lago se encuentra en el condado de Piscataquis. Está formado por la presa situada en la zona occidental del río Penobscot construida  entre 1903 y 1916. Tiene  aproximadamente 35 kilómetros de longitud de y una anchura máxima de 6 kilómetros. Su superficie es de 106 km² y tiene  una profundidad máxima de 46 metros. Es la tercera mayor masa de agua dulce de Maine.

## Curiosidades
En el relato de terror La Cosa sobre el Umbral de  H.P.Lovecraft, el nefasto Edward Derby se encuentra perdido en la ciudad ficticia de Chesuncook, "cerca de los más salvajes, más profundos, y menos explorados bosques de Maine."